# Strawczyn
Strawczyn è un comune rurale polacco del distretto di Kielce, nel voivodato della Santacroce.
Ricopre una superficie di 86,26 km² e nel 2006 contava 9 789 abitanti.